# Djebé
Pour les articles homonymes, voir Djebe.
 (mai 2017).
Si vous disposez d'ouvrages ou d'articles de référence ou si vous connaissez des sites web de qualité traitant du thème abordé ici, merci de compléter l'article en donnant les références utiles à sa vérifiabilité et en les liant à la section « Notes et références ».
Djirqo'adaï, surnommé Djebé (du mongol bichig : ᠵᠡᠪᠡ, cyrillique : Зэв, (Zev), littéralement « pointe de flèche »), également appelé 'Zev janjin (ᠵᠡᠪᠡ
ᠵᠠᠩᠵᠤᠨ, Зэв жанжин, Général Zev), fut l'un des quatre chiens féroces de Gengis Khan, avec Qubilai, Djelmé et Subötai. Il faisait partie des archers sous le commandement des Tayitchi'out avant son inclusion dans l'armée de Gengis Khan.

## Origine
À l'origine simple serf issue du clan Besüd, il est au service de Tödöge, un prince Tayitchi'out. Né du nom de Djirqo'adaï, c'est Gengis Khan qui l'a surnommé Djebé, mot mongol signifiant "La Flèche", après que Djirqo'adaï eut avoué être le tireur ayant tué le cheval du grand Khan.

## Biographie

### Rencontre avec Temünjin
La version de sa rencontre avec Temünjin diffère selon les sources. Pour l'auteur de l'histoire secrète des Mongols (récit hagiographique de la vie de Gengis Khan), après que le cheval de Temünjin eut reçu une flèche mortelle, celui-ci demanda qui avait tué son cheval ainsi; c'est alors que se présente Djirqo'adaï, un archer, qui lui avoue qu'il a tiré sa flèche du sommet d'une montagne. Impressionné par son honnêteté et son habileté, Temünjin le surnomme alors Djebé, et fait de lui son nokor, son compagnon.
Une autre version de cette rencontre nous a été transmise par Rachid al-din. Moins mythologique et plus réaliste, cette version, qui est retenue par les historiens contemporains, relate que Djirqo'adaï, en fuite après la bataille de l'Onon (1200), se retrouve encerclé dans une forêt par les soldats de Temünjin et que Bortchou, compagnon de Temünjin, se propose pour tuer Djirqo'adaï. Temünjin lui prête alors son cheval, mais Djirqo'adaï tue ledit cheval, Bortchou se retrouve à terre et Djirqo'adaï en profite pour fuir. Cependant, manquant de vivres, ce dernier décide de se rendre à Temünjin qui, après l'avoir gracié, lui donne le commandement d'un arvan, une troupe de 10 soldats.

### Campagnes contre Djamuqa
Djebe est à la tête d'un ja'un, une troupe de 100 soldats.

### Campagne contre les Jins
En 1211, Djebé est placé à la tête d'un minggan, une troupe de 1 000 soldats. Il commande l'aile gauche critique de l'armée lors de l'invasion Jin de 1211. En 1218, Djebé est placé à la tête d'un tümen, une troupe de 10 000 soldats.

## Réputation
Jebe est rapidement devenu l'un des meilleurs et des plus fidèles commandants de Gengis Khan lors des conquêtes ultérieures, devenant l'un des plus hauts généraux de Gengis Khan en seulement 3 ans. Ses capacités en tant que général le placent au niveau de Muqali et Subutai ba'atur. Un émissaire Song, Zhao Hong, a noté que Jebe était considéré comme ayant le même niveau d'autorité qu'un gouverneur de troisième niveau et commandait les troupes d'élite de l'armée de Gengis Khan. Cela peut être attribué à de nombreuses réalisations militaires réussies alors qu'il servait sous Gengis Khan.

## Faits d'armes
Djebé envahit la Rus' de Kiev avec Subötai, avec sous leurs ordres une armée de 20 000 hommes, correspondant à leurs deux tümens réunis, ils allèrent entre autres jusqu'à Kiev en Ukraine. Il y mourut dans les années 1221-1225.

## Origine du surnom
Né du nom de Djirqo'adaï, c'est Gengis Khan qui l'a surnommé Djebé, mot mongol signifiant "La Flèche", après que Jirquo'adai eut avoué être le tireur ayant tué le cheval du grand Khan.

## Dans la culture
Dans le jeu vidéo Age of Empires IV dans une campagne.